# اسماعیل عادل‌شاه
اسماعیل عادل‌شاه (۱۴۹۸–۱۵۳۴؛ حکمرانی:۱۵۱۱–۱۵۳۴)، یکی از شاهان بیجاپور بود که بیشتر دوران حکومتش را به توسعه قلمروی سلطنتش کرد. او پس از پدرش یوسف عادل‌خان ساوی در ۱۳ سالگی بر تخت نشست و تا ۲۳ سال حکومت کرد و پس از او، پسرش ملو عادل‌شاه بر تخت نشست. او بعلت بیماری درگذشت.